# Robert Palmer (narciarz)
Robert W. Palmer (ur. 12 marca 1947 w Auckland) – nowozelandzki narciarz alpejski, olimpijczyk.
Na zimowych igrzyskach olimpijskich w Grenoble zajął 42. miejsce w zjeździe, slalomu giganta nie ukończył, a w slalomie odpadł w eliminacjach.